# Brigades régionales de police mobile
« Brigades du Tigre » redirige ici. Pour les autres significations, voir Brigades du Tigre (homonymie).
Pour les articles homonymes, voir Brigade (homonymie) et Brigade mobile.
|                                         |  |  |
| Georges Clemenceau et Célestin Hennion. |  |  |

Les Brigades régionales de police mobile sont l’ancêtre de l'actuelle police judiciaire française. Elles sont créées sur les conseils de Célestin Hennion (directeur de la Sûreté générale) par le président du Conseil et ministre de l'Intérieur Georges Clemenceau en 1907 afin d'avoir une police mobile. Jules Sébille, commissaire de police, est le premier dirigeant de ces brigades mobiles, de 1907 à 1921.

## Nom
Entrée dans le langage courant, l'expression « Les Brigades du Tigre » est une invention de l’auteur de la série homonyme, Claude Desailly. Le créateur a choisi ce surnom pour les vraies « Brigades mobiles » de Georges Clemenceau, « le père la Victoire » de la Première Guerre mondiale, surnommé « le Tigre ».

## Présentation
| \| Ire IIe IIIe IVe Ve VIe VIIe VIIIe IXe Xe XIe XIIe \| Sièges des douze brigades originelles. |
| Ire IIe IIIe IVe Ve VIe VIIe VIIIe IXe Xe XIe XIIe                                              |

Les commissaires des gares et des ports, créés sous Napoléon III, chargés de lutter contre la criminalité mais aussi de missions politiques, sont les ancêtres des brigades mobiles.
Placées sous l'autorité du Contrôle général des services de recherches judiciaires nouvellement créée, ces « Brigades du Tigre » sont au nombre de douze à l'origine (1re brigade de Paris, 2e de Lille, 3e de Caen, 4e de Nantes, 5e de Tours, 6e de Limoges, 7e de Bordeaux, 8e de Toulouse, 9e de Marseille, 10e de Lyon, 11e de Dijon et 12e de Châlons-sur-Marne), puis quinze par le décret du 31 août 1911 (brigades de Rennes la 13e, Montpellier la 14e et Nancy la 15e). Elles étaient ainsi implantées dans les principales villes de province. Par ce même décret les 4e, 5e, 6e et 12e brigades sont respectivement relocalisées à Angers, Orléans, Clermont-Ferrand et Reims.
Chacune d'entre elles était dirigée par un commissaire divisionnaire, assisté de trois commissaires de police et commandant quinze à vingt inspecteurs qui effectuaient leur travail vingt-quatre heures sur vingt-quatre en se relayant par groupes de cinq. L'effectif initial est composé de 168 policiers (12 commissaires divisionnaires, 36 commissaires et 120 inspecteurs). Ainsi, leur activité continue dans leurs enquêtes, surveillances et filatures optimisaient l'efficacité de leur mission et maintenait une pression constante sur le banditisme.
En 1919, la 1re brigade mobile, qui quittera Paris pour Versailles, va s'illustrer avec l'arrestation par l'inspecteur Jules Belin d'Henri Désiré Landru, le « barbe bleue » de Gambais. Leur nombre passe à dix-sept par un décret de décembre 1919 (création de la 16e brigade d'Amiens et de la 17e de Strasbourg), puis à 19 par décret du 8 octobre 1920 (la 18e de Rouen et la 19e d'Ajaccio), le nombre de brigades régionales est ramené à 16 en septembre 1924.
Le 9 août 1938, le nombre de brigades mobiles passe à 19. Elles sont ainsi implantées à : Versailles (1re), Lille (2e), Rouen (3e), Angers (4e), Orléans (5e), Clermont-Ferrand (6e), Bordeaux (7e), Toulouse (8e), Marseille (9e), Lyon (10e), Dijon (11e), Reims (12e), Rennes (13e), Montpellier (14e), Nancy (15e), Strasbourg (16e), Pau (17e), Digne (18e) et Chambéry (19e).
Durant l'Occupation, une importante réforme législative intervient le 23 avril 1941 qui instaure dans le pays une direction générale de la police nationale comportant notamment trois directions dont une associée au secteur de police judiciaire, qui remplace l'ancien Contrôle général des services de recherches judiciaires. Ce service regroupe, par un décret du 13 mai 1941, les brigades régionales mobiles et les sûretés. Quelques mois plus tard, un décret du 10 novembre 1941 donne aux brigades mobiles leur appellation d'aujourd'hui. Elles deviennent des services régionaux de police judiciaire (SRPJ) tout en voyant leur compétence étendue à la police économique et à la surveillance du territoire. A la Libération la réforme sera supprimée et les SRPJ redeviennent des brigades régionales de police mobile. Cela pour un temps seulement puisque, dès le 13 janvier 1947, un décret relatif à l'organisation et au fonctionnement des services extérieurs de police judiciaire rétablit les services régionaux de police judiciaire et fixe leur nombre à 17. Cette fois, plus aucune numérotation spécifique n'est attribuée à ces structures qui ont pour siège : Versailles, Lille, Rouen, Angers, Orléans, Clermont-Ferrand, Bordeaux, Toulouse, Marseille, Lyon, Dijon, Reims, Rennes, Montpellier, Nancy, Strasbourg et Limoges.

## Origines
À l'origine des Brigades du Tigre se trouve l'évolution de la société, de la technologie et du banditisme, comme le souligne l'introduction d'un des épisodes de la série télévisée :
« 1907. En ce début de siècle où la vie se transforme au rythme accéléré d'une industrie triomphante, les structures traditionnelles de la vieille société se brisent chaque jour davantage derrière la façade de la Belle Époque. La criminalité augmente dans des proportions d'autant plus inquiétantes qu'une délinquance nouvelle est née qui s'appuie, elle, sur le progrès technique et fait échec à une police archaïque dont les méthodes et le matériel n'ont guère évolué depuis Vidocq. Un chiffre est plus éloquent que tout : au cours de l'année 1906, 103 000 affaires criminelles et correctionnelles ont été classées sans que les auteurs aient pu être identifiés. L'année 1907 s'annonce pire encore. Il y va de la sécurité des villes et des campagnes. »
La bande Pollet et ses nombreux meurtres, vols, rackets, torture ou les chauffeurs de la Drôme terrorisent les campagnes entre 1905 et 1908.
Face à cette nouvelle montée du banditisme, la police est mal préparée. Elle est divisée en cantons. Il n'y a pas de police nationale. Les charges administratives sont lourdes. Clemenceau décide qu'il faut faire un effort financier pour la police ; Clemenceau obtiendra des députés la création du ministère de la police. Deux textes réglementaires fondent la future Police Judiciaire : arrêté ministériel du 6 mars 1907 qui crée un Contrôle Général des Services de Recherches Judiciaires placé sous le commandement du commissaire Jules Sébille ; décret du 30 décembre 1907 qui instaure les douze brigades régionales de police mobile.
Cinq cents policiers mobiles sont recrutés, majoritairement parmi les inspecteurs des chemins de fer comme Célestin Hennion, mesurant moins d'un mètre soixante-dix pour ne pas être repérés lors des filatures. En un an plus de 2 500 arrestations sont menées.
Cette police trace les prémices d'Interpol par le truchement des coopérations internationales[réf. nécessaire].
Avec le temps leurs fonctions prennent de l'ampleur par la création de fichiers.
Des dossiers sont mis en place avec les balbutiements de la police de renseignements généraux.
Cette nouvelle organisation policière est aussi une réponse à l'organisation très structurée des anarchistes illégaux, les Travailleurs de la nuit, de Marius Jacob, qui quelques années auparavant déjouèrent de nombreux pièges policiers à leur encontre.
La Ier Brigade siégeait rue Greffulhe à Paris.

## Moyens
Les brigades mobiles étaient composées d'hommes entraînés à différentes techniques de combats, dont la savate (ancêtre de la boxe française) et la canne.
Ce corps de police spéciale est aussi le premier du monde à mettre en pratique contre le crime toutes les ressources de la science moderne. Ainsi, outre leur bonne condition physique, les « hommes du Tigre », comme on les appelle, bénéficiaient des dernières méthodes d'investigations techniques et de la modernisation du fichage des criminels (fiches anthropométriques avec empreintes digitales) issues des travaux d'Alphonse Bertillon.
Ce fichier avait été réorganisé comme premier Fichier central du grand banditisme par Célestin Hennion, quelques mois avant la création des brigades mobiles.
Cette nouvelle police d'élite disposait de tous les moyens modernes pour atteindre leurs objectifs : télégraphes, téléphones, et bientôt automobiles (initialement quatre De Dion-Bouton souvent en panne pour les douze brigades puis des Panhard & Levassor dès 1910). C'est cependant seulement à l'issue de l'Affaire Bonnot en octobre 1912 que chacune des brigades furent dotées d'une automobile.
L'issue de la confrontation avec la bande à Bonnot mettra également en avant la nécessité d'un armement individuel pour chacun des 200 agents de la brigade criminelle, qui se verront doter dès lors du FN Browning M1900 (7,65 mm Browning) cette année là.

## Résultats
Dès les premiers mois d'activité, les « Mobilards » obtiennent des résultats spectaculaires dès la première arrestation de la « caravane à pépère » (bande d'une centaine de nomades dirigée par Jean Capello). En moins de deux ans ils totalisent 2 695 arrestations, dont 65 meurtriers, 7 violeurs, 10 faux-monnayeurs, 283 escrocs et 193 cambrioleurs.
Les Brigades du Tigre démantèleront, entre autres, la célèbre bande à Bonnot en 1912.

## Dans les arts et la culture populaire

### Filmographie

#### Cinéma
- 2006  : Les Brigades du Tigre.

#### Télévision

##### Documentaire
- 2018 : Dans l’ombre des Brigades du Tigre de Jean-Pierre Vedel.

##### Série
- 1974 : Les Brigades du Tigre.

### Littérature
- Élodie Delmares, En notre âme & conscience, Le Lion Noir Éditions, 2018 (ISBN : 978491982034), roman policier historique sur la création des premières brigades régionale de police mobile en 1907.

## Hommage

Logo de la DCPJ.

Le logo de la Direction centrale de la Police judiciaire (DCPJ) représente une tête de tigre ainsi que le profil de Georges Clemenceau.